# Смольне (Калінінградська область)
Смольне (рос. Смольное) — селище Правдинського району, Калінінградської області Росії. Входить до складу Желєзнодорожного міського поселення.
Населення —  17 осіб (2015 рік). 

## Населення
| 2002 | 2010 |
| ---- | ---- |
| 22   | ↘17  |